# Schloss Burgdorf (Region Hannover)
Das Schloss Burgdorf ist ein 1643 als Amtshaus erbautes Gebäude in Burgdorf in der Region Hannover in Niedersachsen. Heute wird das zweiflüglige in Fachwerkbauweise und als Schloss bezeichnete Gebäude von der Stadt Burgdorf genutzt. Es dient als Verwaltungssitz sowie als Veranstaltungsort für Musikkonzerte.

## Geschichte
Laut der Lebensbeschreibung des Hildesheimer Bischofs Otto I. (1260–1279) hatte dieser das „castrum Borchdorp“ für das Bistum Hildesheim erworben. Die Burg muss somit damals schon bestanden haben, beim Vorbesitzer handelte es sich aufgrund anderer Indizien vermutlich um Lippold von Escherde. In der Kleinen Hildesheimer Stiftsfehde wurde die Burg 1420 zerstört und fiel anschließend an das Herzogtum Braunschweig-Lüneburg, das sie wiederaufbauen ließ. 1429 gestatteten die Welfen den Städten Hannover, Braunschweig und Lüneburg, die Burg niederzureißen, Türme, Bollwerke, Planken, Zäune wegzuräumen und die Gräben zuwerfen zu lassen. 1433 wurde die Burg durch Herzog Otto IV. in der Nähe der zerstörten Anlage auf dem Gelände der ehemaligen Pfarrei neu erbaut. Ab 1466 war die Burg permanent verpfändet. 1473 wurde die Anlage erneuert, mit einem Wall umzogen und durch sieben Bollwerke und zusätzliche Bastionen geschützt. Im Verlaufe der Hildesheimer Stiftsfehde wurde die Burg erneut zerstört und vermutlich ab 1535 wieder aufgebaut.
Im Jahr 1433 befestigte Herzog Otto IV. den Ort Burgdorf mit einem Wall, doppeltem Graben und vier Stadttoren. Burgdorf hatte bis dahin einen dörflichen Charakter. In den folgenden Jahrhunderten wurden der Ort und die Burg durch kriegerische Auseinandersetzungen und Brände dreimal zerstört. Dazu zählen Zerstörungen im Jahre 1519 während der Hildesheimer Stiftsfehde, 1632 während des Dreißigjährigen Krieges und 1658 durch einen Stadtbrand.

### Neuerbauung

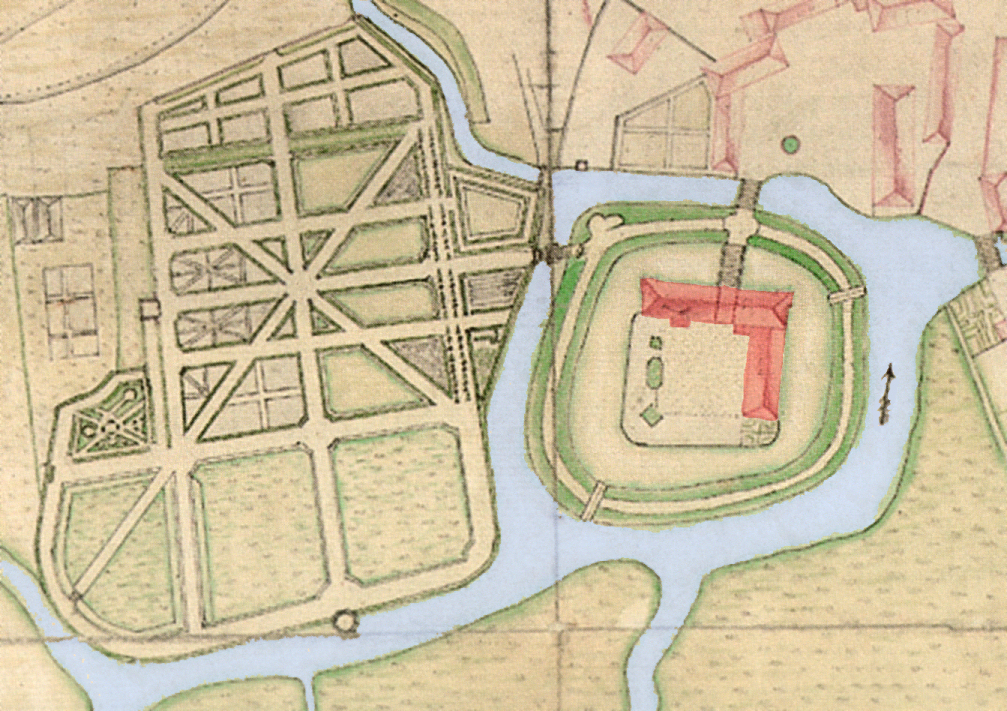
Lageplan des Schlosses mit ausgedehntem Schlosspark, 1756

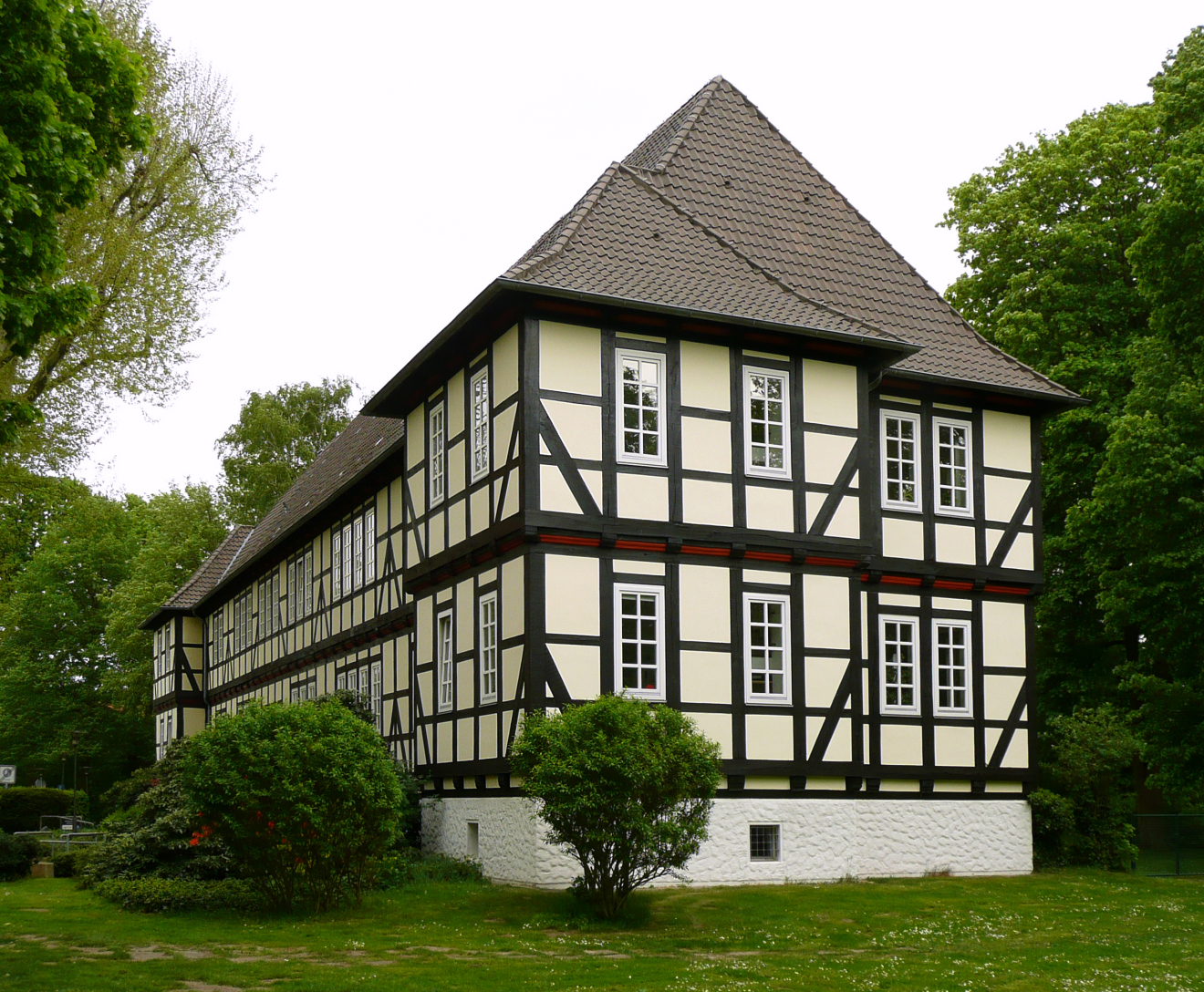
Seitenansicht des Gebäudes

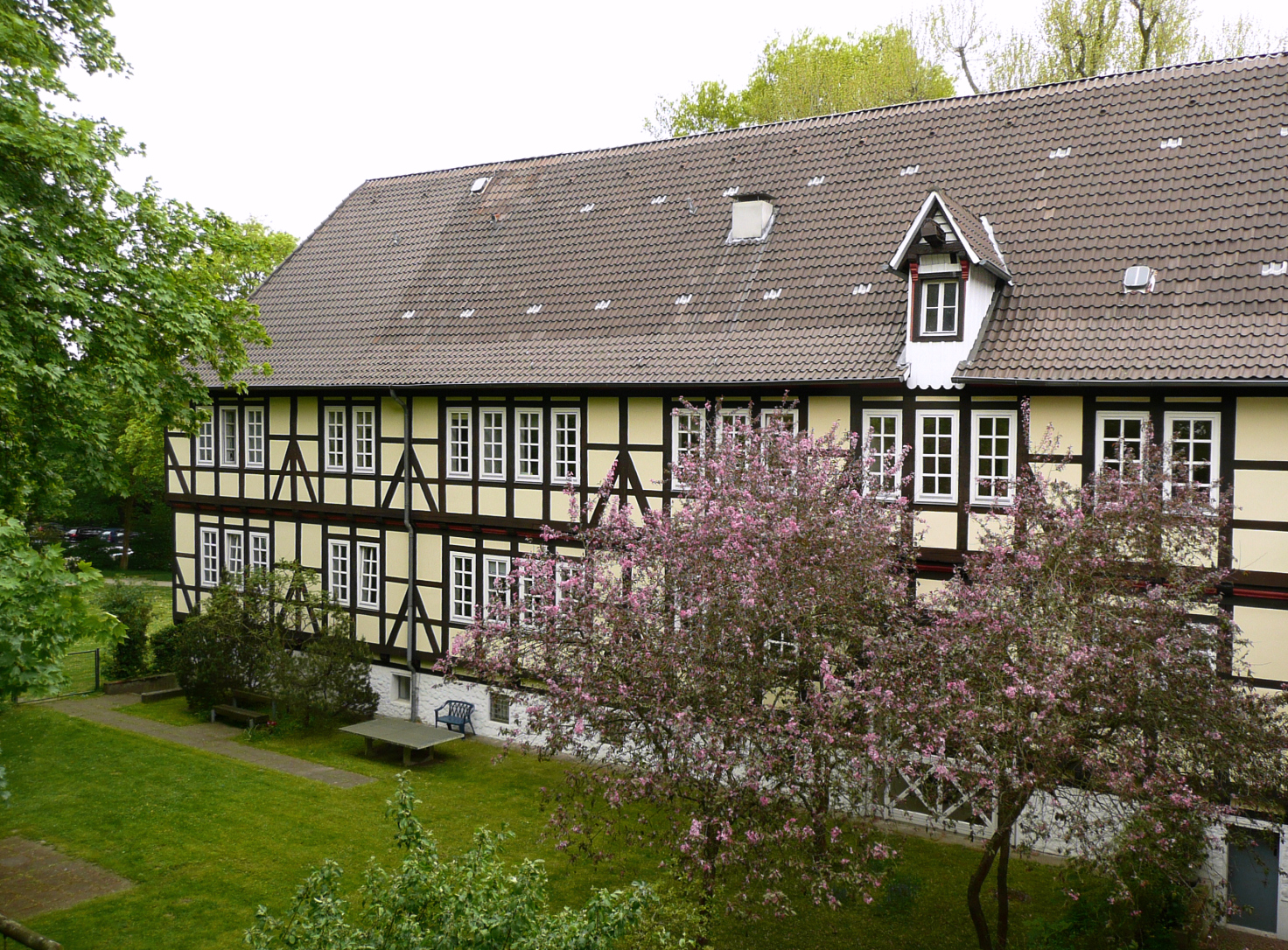
Gebäudeflügel im Innenhof

Von 1642 bis 1650 wurde das Schloss im Stil des Frühbarock ein weiteres Mal neu errichtet, wobei von drei geplanten Flügeln nur zwei realisiert wurden. Spätere Umbauten betrafen im Wesentlichen nur noch das Gebäudeinnere. Merian bezeichnet es in seiner Topographia Germaniae von 1654 als Fürstlich Lüneburgisches Schloss oder Amtshaus. Das Amtshaus diente den Herzögen als Jagdschloss und Konferenzort. Zwischen 1674 und 1714 fanden darin über 100 Konferenzen statt, bei denen die Geheimräte der Fürstentümer Celle, Hannover und Wolfenbüttel tagten. Nach der Königsmarck-Affäre von 1694 wurde im Amtshaus über die Scheidung der Erbprinzessin Sophia Dorothea von Celle vom Kurprinzen Georg Ludwig verhandelt.
Seit 1705 dient das Amtshaus nur noch als Verwaltungssitz. Ein Lageplan von 1756 zeigt den zweiflügligen Bau auf einem inselartigen Gelände, das ringsum vom Wasserlauf der Burgdorfer Aue umgeben ist. Westlich des Gebäudes bestand zu dieser Zeit ein ausgedehnter Schlosspark. 1809 wurde der Schlossgraben mit dem Brandschutt eines Stadtbrandes verfüllt, nachdem um 1700 schon der Wall abgetragen worden war. Im Amtshaus hatte von 1714 bis 1885 der Amtshauptmann seinen Sitz. Danach nutzte es der Landkreis Burgdorf, der 1976 mit dem Landkreis Hannover vereinigt wurde. In den Jahren von 1979 bis 1981 erfolgte eine umfangreiche Renovierung des Gebäudes. Dabei wurde die im Stil des Barock gestaltete Gebäudefassade rekonstruiert.
Von der Befestigung sind heute noch im Westen und Südwesten auf einer Länge von ca. 70 m niedrige Reste des ehemaligen Walles erhalten. Die Aue wurde umgeleitet und führt jetzt über den Südostrand der ehemaligen Burganlage hinweg.